# Rawasari (Cilebar)
Rawasari is een bestuurslaag in het regentschap Karawang van de provincie West-Java, Indonesië. Rawasari telt 1766 inwoners (volkstelling 2010).